# راغون
راغون (فارسی تاجیکی: Роғун) شهری است در تاجیکستان.
این شهر مرکز ناحیهٔ راغون است و در مرکز ناحیه‌های تابع جمهوری قرار گرفته‌است.
جمعیت شهر راغون در سال ۲۰۲۲ برابر با ۱۴٬۹۰۰ نفر بود.
«نیروگاه راغون»، یکی از بزرگ‌ترین نیروگاه‌ها در آسیای‌میانه است. این نیروگاه قدرت تأمین نیروی برق و آب تمام آسیای میانه را دارا است. اما به دلایل اقتصادی و جنگ داخلی در تاجیکستان ناتمام مانده است.
افراد زیادی از میان تاجیکان و فارسی‌زبانان برون مرزی و ایرانی و افغان‌های مقیم بریتانیا علاقه‌مند کمک به انجام طرح، استراتژیک و مهم نیروگاه راغون برای تاجیکستان هستند.